# Goniofotometro
Il goniofotometro è uno strumento usato per la misurazione delle intensità luminose nelle diverse direzioni.

## Tipi di goniofotometro
Esistono tre tipi di goniofotometro: 
- Goniofotometri che ruotano attorno a due assi perpendicolari tra loro.
- Goniofotometri che ruotano intorno a un solo asse.
- Goniofotometri che non si muovono.

Ogni tipo di goniofotometro è impiegato per diverse configurazioni, ognuno con uno scopo specifico.

## Goniofotometri a specchio
L'intensità luminosa emessa da alcune lampade può essere influenzata dalla gravità. Per superare questo ostacolo e aumentare il percorso della luce dall'apparecchio alla testa fotometrica vengono usati degli specchi.
Nei goniofotometri a specchio la sorgente luminosa è montata su un braccio mobile sostenuto da una base meccanica che supporta, oltre allo specchio, un motore che permette la rotazione dello specchio e un braccio con relativo riduttore. Il livello di accuratezza di tale strumento è influenzato dalle caratteristiche conduttive dello specchio.

## Applicazioni
I goniofotometri vengono utilizzati per stimare le intensità luminose emesse dai dispositivi d'illuminazione e per valutarne la distribuzione nello spazio. Lo scopo principale è quello di controllare le curve fotometriche degli apparati d'illuminazione.
Questi strumenti oggi sono completamente automatici e gestiti da software per la misura, la visualizzazione dei valori fotometrici, la gestione degli angoli di rilievo e la velocità di rotazione.
I dati fotometrici sono poi raccolti e rielaborati in forma grafica come tabella, grafico su coordinate cartesiane e diagramma polare.  Vengono inoltre salvati in un file per poi utilizzarli in fase di progettazione dell'illuminazione, sia per interni sia per esterni. Da questo si intuisce quanto sia importante in un metodo di progettazione moderno che tali dati siano accurati e affidabili: da questi dati dipende la corrispondenza tra quanto progettato e quanto verrà misurato in fase di rilievo e collaudo dell'impianto d'illuminazione installato.

## Parametri
Parametri caratteristici del goniofotometro:
- Stabilità meccanica: la struttura meccanica deve garantire, per ogni posizione di misura, che il raggio luminoso uscente non diverga per più di 0.16° rispetto alla direzione ideale di misurazione.

- Intersezione degli assi orizzontale e verticale: la distanza tra gli assi orizzontale e verticale deve essere minore di 5 mm.

- Perpendicolarità degli assi orizzontale e verticale: deve essere garantita entro un angolo massimo di 0.5°.

- Posizione e inclinazione dello specchio: La posizione dello specchio deve coincidere a quella nominale del progetto a meno di 5 mm, mentre l'inclinazione della normale dello specchio deve coincidere a quella nominale di progetto a meno di 0.5°.

- Vibrazione delle parti mobili durante la misurazione: sono accettabili se minori di 0.1° e con frequenza minore di 10Hz.

- Posizione del rilevatore fotometrico: il rilevatore deve essere posto con la superficie sensibile perpendicolare all'asse ottico entro ±0.5° e centrata sullo stesso asse entro ±0.2d (d è il diametro dell'area sensibile).

- Modalità di misurazione: per le misurazioni in continua i movimenti della sorgente di luce devono essere contenuti entro il 10% della velocità di regime, per le misurazioni a passi il movimento di posizionamento deve avvenire senza strappi e a velocità controllata.